# آنجلا کریسلینزکی
آنجلا کریسلینزکی (انگلیسی: Angela Krislinzki؛ زادهٔ ۲۲ ژوئن ۱۹۸۹) بازیگر لهستانی-هندی سینما و تلویزیون است که بیشتر در فیلم‌های هندی و تلوگو نقش‌آفرینی می‌کند.
از فیلم‌هایی که وی در آن‌ها نقش داشته‌است، می‌توان به یاغی (نخستین فیلمش)، ولگرد، ۱۹۲۱، از آتشت توبه کن و سایز صفر اشاره نمود.